# Quarto
«Куарто» (італ. Quarto) — бронепалубний крейсер-скаут (італ. Esploratore) Королівських ВМС Італії початку XX століття.

## Історія створення
Крейсер «Куарто» був закладений 14 листопада 1909 року на корабельні флоту у Венеції. Спущений на воду 19 лютого 1911 року, вступив у стрій 31 березня 1913 року.

## Конструкція
Корпус крейсера було спроєктовано на основі корпусів есмінців, про що говорить співвідношення довжини корабля до його ширини (10,28:1). 
Силова установка складалась з 10 котлів Блечидена (8 працювали на нафті, 2 мали змішану конструкцію) та чотиривальної парової турбіни Парсонса. Загалом котли Блечидена не відзначались надійністю, але на італійських кораблях вони зарекомендували себе добре.
Силова установка суттєво перевищила замовлену потужність у 25 000 к.с., досягнувши 29 215 к.с., що дало змогу розвинути швидкість у 28,6 вузла.
Дальність плавання була відносно невеликою, але цілком достатньою для використання корабля в акваторії Середземного моря.
Озброєння складалось з шести 120-мм гармат та шести 76,2-мм гармат. Але  з 76,2-мм гармати при швидкому ході корабля виникали проблеми через бризки, перша пара цих гармат була фактично неефективною.
На кораблі були встановлені два надводні 450-мм торпедні апарати, але через ризик пошкодження торпеди, яка скидалась з великої висоти, їх замінили на підводні.
Крім того, крейсер міг нести до 200 морських мін.
Бронювання корабля було незначне: 38-мм броньована палуба та 100-мм рубка, воно могло протистояти лише 66—100-мм снарядам есмінців.
У 1926—1927 роках крейсер був модернізований. На ньому розмістили гідролітак та зенітне озброєння.

## Історія служби
Під час Першої світової війни крейсер ніс службу в Адріатичному морі. У грудні 1915 року у складі ескадри кораблів союзників брав участь у бою з австро-угорськими крейсерами під час прикриття евакуації сербської армії з Албанії.
Через технічні проблеми корабель не брав участі у битві в протоці Отранто.
На початку 1930-х років «Куарто» замінив крейсер «Лібія» на Далекому Сході. Коли у 1935 році розпочалась друга італо-ефіопська війна, крейсер вирушив до берегів Африки для підтримки італійських військ.
Під час громадянської війни в Іспанії «Куарто» брав участь у «Патрулі невтручання».
Наприкінці серпня 1938 року корабель був пошкоджений внаслідок вибуху котла. Відновлення корабля було визнане за недоцільне, і 5 січня 1939 року він був виключений зі списків флоту, переведений у Ліворно, де використовувався при підготовці італійських бойових плавців. У 1940 році він був потоплений на випробуваннях італійського човна з вибухівкою MAT.
У 1944 році рештки корабля використовували як загородження на вході в порт Ліворно. 